# Apseudidae
Apseudidae es una familia de peracáridos.

## Géneros
- Apseudopsis Norman, 1899
- Atlantapseudes Bacescu, 1978
- Barapseudia Quayle, 2016 †
- Bunakenia Gutu, 1995
- Dactyloprion Gutu, 2002
- Falsapseudes Gutu, 2006
- Glabroapseudes Guerrero-Kommritz & Heard, 2003
- Langapseudes Bacescu, 1987
- Mendamanus Bamber, 1999
- Obscurapseudes Gutu, 2006
- Paradoxapseudes Gutu, 1991
- Pectinapseudes Bacescu & Williams, 1988
- Siegius Allsopp, 2017
- Spinosapseudes Gutu, 1996
- Taraxapseudes Santos & Hansknecht, 2007
- Tuberapseudes Bacescu & Gutu, 1971
- Typhlapseudes Beddard, 1886
- Zoidbergus Jozwiak, 2014